# Alpiene zone
De alpiene zone is in de montane ecologie de vegetatiezone in het hooggebergte die ligt  boven de boomgrens en onder de sneeuwgrens. In de alpiene zone groeien geen bomen, struiken of Krummholz meer. De karakteristieke begroeiing is de zogenaamde alpenweide (Alm), een weide met een grote diversiteit aan kruidachtige planten en grassen.
De alpiene zone in gebergtes is vergelijkbaar met de arctische zone, de zone die op hoge breedtegraden voorkomt en waarvan de karakteristieke begroeiing toendra is.
De alpiene zone is genoemd naar de Alpen, waar deze zich ongeveer tussen de 2000 en 3500 m hoogte bevindt. In gebergtes rond de evenaar ligt ze ongeveer tussen de 4500 en 6000 m hoogte. De alpiene zone ligt boven de montane en de subalpiene zone. Deze laatst zone wordt daar onderscheiden, waar geen bomen maar nog wel struweel en Krummholz voorkomen. Boven de alpiene zone ligt de nivale zone, de zone van de "eeuwige sneeuw". In het bovenste deel van de alpiene zone groeien alleen nog zeer geharde planten, mossen en korstmossen. In de Alpen wordt dit bovenste deel wel de subnivale zone genoemd.

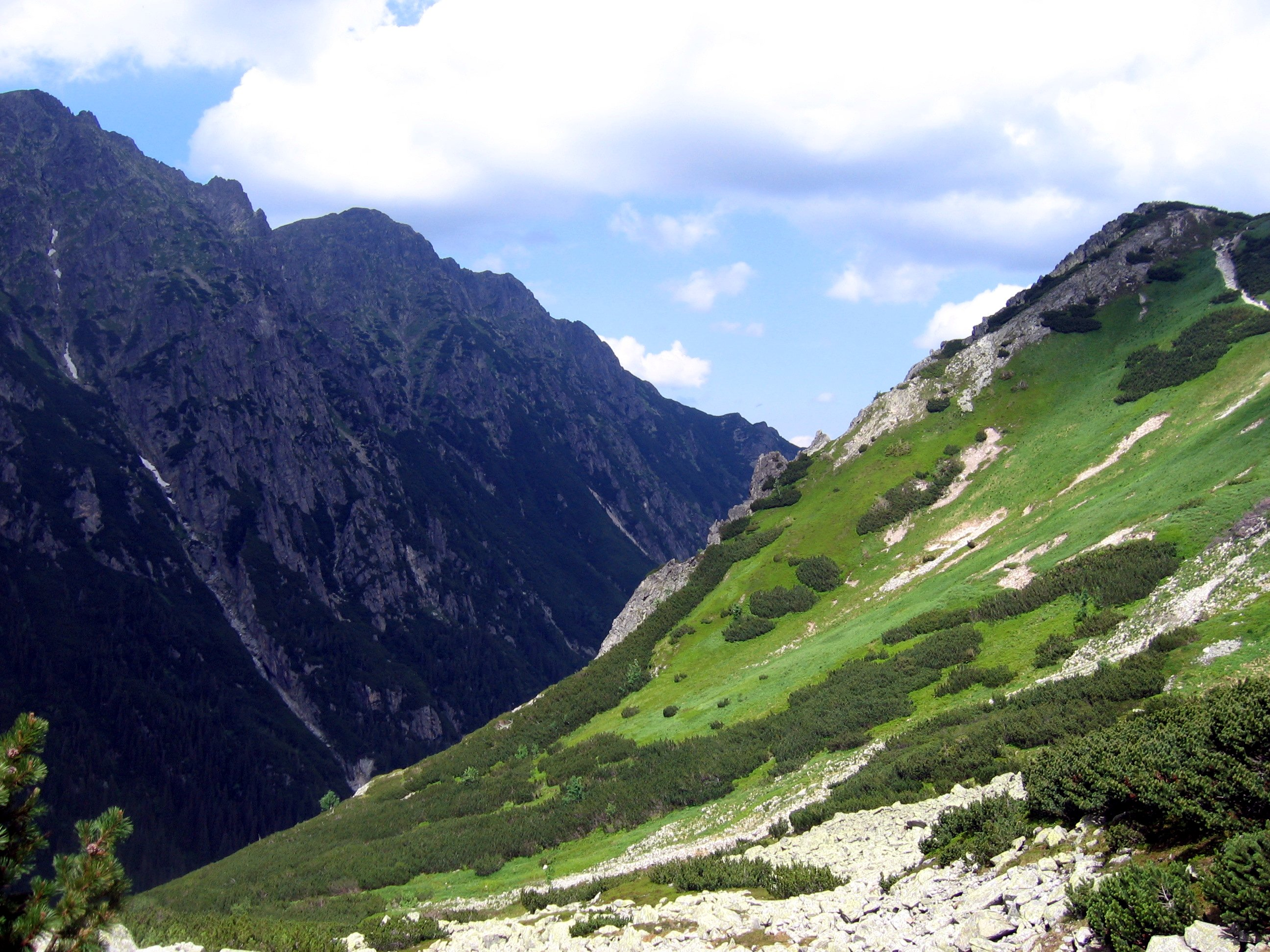
Overgang van struikgewas (subalpiene zone) naar alpenweide in de Poolse Hoge Tatra.